# Bojana Jovanovski
Bojana Jovanovski (en serbio: Бојана Јовановски) (Belgrado, Yugoslavia, 31 de diciembre de 1991) es una tenista serbia. En 2014 llegó al puesto número 32 en el ranking de la WTA. La máxima posición que alcanzó fue la 32ª.

## Vida privada
El padre de Bojana, Zoran Jovanovski, fue futbolista profesional, quien además es su mánager. Jovanovski cita a María Sharápova como su ídolo en el tenis, según cita ella por su «Agresivo estilo de juego y fuerte personalidad». 
Es una gran amiga de su compatriota Jelena Janković y habla con fluidez el serbio y el inglés.
En diciembre de 2010, mientras competía en Dubái, se rumoreó que Jovanovski podría jugar por Macedonia, los medios reportaron que era por «Estar a la sombra de sus compatriotas Ana Ivanović y Jelena Janković», aunque su padre se encargó rápidamente de desmentirlo argumentando que ella nunca había estado en Macedonia y que todo se debió a una confusión debido a su apellido.

## Títulos WTA (2; 2+0)

### Individual (2)
| Leyenda                         |
| Grand Slam (0)                  |
| Juegos Olímpicos (0)            |
| WTA Tour Championships (0)      |
| WTA Tournament of Champions (0) |
| Premier Mandatory (0)           |
| Premier 5 (0)                   |
| Premier (0)                     |
| International (2)               |

| No. | Fecha                    | Torneo   | Superficie | Oponente en la final | Resultado        |
| 1.  | 28 de julio de 2012      | Bakú     | Dura       | Julia Cohen          | 6-3, 6-1         |
| 2.  | 14 de septiembre de 2013 | Tashkent | Dura       | Olga Govortsova      | 4-6, 7-5, 7-6(3) |

#### Finalista (2)
| No. | Fecha                    | Torneo   | Superficie | Oponente en la final | Resultado   |
| 1.  | 27 de julio de 2014      | Bakú     | Dura       | Elina Svitólina      | 1-6, 6-7(2) |
| 2.  | 13 de septiembre de 2014 | Tashkent | Dura       | Karin Knapp          | 2-6, 6-7(4) |

## Títulos 125s (1; 1+0)
| No. | Fecha                    | Torneo | Superficie | Oponente en la final | Resultado        |
| 1.  | 27 de septiembre de 2013 | Ningbo | Dura       | Zhang Shuai          | 6-7(7), 6-4, 6-1 |